# Dolmen de la Table du Loup
Der Dolmen de la Table du Loup (deutsch „Tisch des Wolfes“ – auch Table au Loup oder Table de Maleu genannt) liegt in Sériers im Département Cantal in Frankreich und steht seit 1911 unter Denkmalschutz. Dolmen ist in Frankreich der Oberbegriff für Megalithanlagen aller Art (siehe: Französische Nomenklatur).
Der heute restaurierte Table du Loup liegt in 1010 m Höhe am Rande der aus Basaltgestein bestehenden Ebene La Planèze. Er ist etwa 4000 Jahre alt, bestand ebenfalls aus Basalt, war jedoch in schlechtem Zustand, da er zusammengebrochen und sein Deckstein verlagert war. Der Hügel, der – wie Grabungen 2005 und 2006 zeigten – ursprünglich eine der größten Grabkammern der Planèze bedeckte, war kaum mehr erkennbar, da er erodiert und durch menschliche Einflüsse abgetragen war.
Das Département Cantal zwischen dem Atlantik und den Plateaus (französisch causses) stand unter dem kulturellen Einfluss aus dem mediterranen Raum und dem Zentralmassiv (der Auvergne und dem Departement Creuse), was zum Bau von 30–40 einfachen oder komplexen Dolmen und der Aufstellung von einem Dutzend Menhiren führte.
Die systematische Bestandsaufnahme der neolithischen Megalithanlagen, die oft in späteren Epochen wiederverwendet wurden, bestätigt die Bedeutung der Standortwahl der Anlagen. Allerdings wird die Hypothese von Colin Renfrew (1984), dass die Megalithen für die Bauerngemeinden auch Territorialmarker waren, nicht bestätigt. 